# Montes di Plutone
Segue una lista dei montes presenti sulla superficie di Plutone. La nomenclatura di Plutone è regolata dall'Unione Astronomica Internazionale; la lista contiene solo formazioni esogeologiche ufficialmente riconosciute da tale istituzione.
I montes di Plutone portano i nomi di esploratori della Terra, dei mari e dei cieli.

## Prospetto
| Montes           | Eponimo | Latitudine | Longitudine | Diametro  |
| ---------------- | --- | ---------- | ----------- | --------- |
| Al-Idrisi Montes | Muhammad al-Idrisi - Geografo arabo (1100-1165).                                                                                                | 33,99° N   | 156,01° E   | 400 km    |
| Baret Montes     | Jeanne Baret - Prima donna a compiere la circumnavigazione del globo (1740-1803).                                                               | 14,6° N    | 157,8° E    | 170,39 km |
| Coleman Mons     | Bessie Coleman - Prima donna statunitense di origine afroamericana e di origine nativa americana ad ottenere il brevetto di pilota (1892-1926). | 24,17° S   | 167,98° E   | 32 km     |
| Elcano Montes    | Juan Sebastián Elcano - Esploratore spagnolo che subentrò nel comando a Magellano nella prima circumnavigazione del globo (1486/7-1526).        | 26,04° S   | 143,7° E    | 488 km    |
| Hillary Montes   | Edmund Hillary - Alpinista neozelandese (1919-2008).                                                                                            | 3,26° N    | 169,58° E   | 389 km    |
| Piccard Mons     | Auguste Piccard - Esploratore svizzero (1884-1962).                                                                                             | 35,26° S   | 176,79° E   | 257 km    |
| Pigafetta Montes | Antonio Pigafetta - Geografo italiano, autore del diario di viaggio della prima circumnavigazione (1492-1531).                                  | 6,83° S    | 146,44° E   | 234 km    |
| Tabei Montes     | Junko Tabei - Alpinista giapponese (1939-2016).                                                                                                 | 11,73° S   | 164,33° E   | 105 km    |
| Tenzing Montes   | Tenzing Norgay - Alpinista nepalese (1914-1986).                                                                                                | 15,61° S   | 177,38° E   | 283 km    |
| Wright Mons      | Fratelli Wright - Inventori statunitensi, Wilbur (1867-1912) e Orville (1871-1948), autori del primo volo con un oggetto più pesante dell'aria. | 21,36° S   | 173,24° E   | 165 km    |
| Zheng He Montes  | Zheng He - Esploratore cinese (1371-1434). | 19,01° S   | 160,57° E   | 101 km    |